# 赤いスイートピー
「赤いスイートピー」（あかいスイートピー）は、松田聖子の楽曲。自身の8作目のシングルとしてSony Recordsからシングル・レコード、EP盤で1982年1月21日に発売された。規格品番：07SH 1112（レコード）1989年には8cmCD、2004年には紙ジャケット仕様の完全生産限定盤12cmCDとして再発売されている。

## 解説

### 赤いスイートピー
松任谷由実（ユーミン）作曲による松田聖子への初提供作。松田の楽曲の中で特に人気の高い曲の一つであり、松田自身も好きな曲として挙げる事が多い。また、本曲を境に同性（女性）のファンの比率が上がったと語っている。
富士フイルム ″アスタリフト″（2009年） - 化粧品CMに使用された。松田と中島みゆきが出演（「純白の出会い・中島みゆきさん」篇）。その中で中島がバックに流れる音源とともに本曲を口ずさんでいる。
ユーミンの起用は元々親交のあった作詞家の松本隆の発案で、『ライバルに曲書いてみない? ″松″の付く人』と松本が自ら交渉を行う。女性ファンを増やしたいという松田のプロデューサー・若松宗雄の意向に対し、ユーミンは作曲家としてではなく名前（知名度）で選ばれる事を嫌って始めは渋ったが、作曲者名にペンネームである″呉田軽穂″を使用しても良いのならという条件付きで依頼を引き受けた。ユーミンは、「誰が作ったか知らなくても、曲調だけで聴き手の心をつかめたなら、これほど作家冥利に尽きる事はない。そして本当にその通りになったのでとても充実感のある仕事でした」と、後に語っている。
当時の松田は過度なスケジュールの影響から喉を酷使し、歌唱時に声が擦れてしまう事があった。若松は喉に負担が掛からないよう、キーを抑えたスロー・バラードを依頼する。仕上がった曲は、元々Bメロやサビの「赤いスイートピー」のフレーズで音程が下がる譜だったが、「春をイメージした歌なので、最後は音程を上げる形にして春らしくしてもらいたい」と手直しを要求した。ユーミンは「提供した曲をダメ出しされたのは後にも先にもその時だけなのですごく驚いた」という。プロデューサーの熱意に折れ、仕方なく現在の形に修正したそうだが、「今になって考えると春の歌だし、あれで良かったんだと思います。そして、相手が誰であろうと妥協せずに向かい合うスタッフがいたからこそ、彼女（松田）は短期間であれだけの存在になれたのでしょう」とコメントした。松田はそれまでの声を張り上げ伸びのある歌い方を改めて、この曲から徐々に歌唱法を変えていったと云われている。
完成したメロディーを受け取った松本は、「単純に詞をつけていくとユーミンみたいな語感になってしまう」と感じて、「かなり抵抗して、松本風の言葉をわざと並べた」という。長く松田の曲を担当した松本は後年、この曲で松田と「同期した」と表現している。
冒頭の歌詞、"春色の汽車"について、松本は「"春色"は子どもの頃に記憶しているオレンジと緑色の湘南電車で、それが海に続いているイメージ」であると明かし、更に「江ノ電の鎌倉高校前から鎌倉駅の商店街を抜けて海が急に見えてくる景色が大好きだった。その線路の脇に赤いスイートピーが咲いていたらかわいいんじゃないかな、と想像して歌の舞台にした」と2021年8月1日放送の「関ジャム 完全燃SHOW」で回答した。上記のように、本来のイメージは"電車"なのだが、譜割りが合わないため"汽車"にしたと説明し、ノスタルジックな雰囲気でそれも良いと松本はコメントしている。
Bメロの本来の楽譜は「はーんとーし」であったが、松田が自分の間合いで「はんとーーし」と歌ったため、正しい譜割で何度か録り直させた。ただ、正確性よりも音感を重視する若松らは最終的に松田の間合いで歌ったテイクを採用している。
本曲発表当時の日本国内において、スイートピーの主流は白やクリーム色、ピンクなどが主流で、″赤いスイートピー″は一般には存在しないと思われていた（実際には1800年頃に既に、赤系統の品種は一応存在していた。）。本曲がヒットして以降、日本国内で品種改良されて作られた鮮やかな色の赤いスイートピーが、日本国内の生花市場にて流通するようになった。松本は「心の岸辺に咲いたとあるから、これは全て夢なんだなと分かってもらえたら、別に何色でもいいんですけど」と語っている。
松田は本曲の発売前年の1981年末に、デビュー以来のトレードマークであった「聖子ちゃんカット」からショートヘアに変えており、本曲を披露した際にはその髪型に関しても大きな話題となった。ただし、発表前の新曲としてテレビ朝日系「歌謡ドッキリ大放送!!」やTBS系「たのきん全力投球!」で披露した際は、断髪前の収録だったため、逆に「聖子ちゃんカット」でこの曲を歌唱する貴重な映像となっている。
松田の代表曲であったが、同年の『第33回NHK紅白歌合戦』で歌唱されたのは「野ばらのエチュード」で、以降も長らく未歌唱のままであった。デビュー35周年の2015年、『第66回NHK紅白歌合戦』の紅組のトリおよび、大トリで初歌唱となった。
アルバム『Citron』（1988年）に、本曲のその後を描いた楽曲「続・赤いスイートピー」が収録された。作詞は松本だが、作曲者は異なる。
1994年と1998年に教育出版が発行した高等学校の音楽教科書に掲載された。
2005年、NHKが実施した「スキウタ〜紅白みんなでアンケート〜」で21位にランクイン。
デビュー25周年に当たる2005年に、同名の写真集（篠山紀信撮影）を発売した。「『赤いスイートピー』時代の聖子のイメージ」で撮影された。
2005年に台湾公演記念としてリリースしたアルバム『I'll fall in love 愛的禮物』に中国語バージョンが収録された（「火紅色的香豌豆」）。
2020年にリリースした53rdアルバム『SEIKO MATSUDA 2020』に、歌詞を英語に置き換えたEnglish Versionが収録されている（作詞：Marc Jordan・編曲：野崎洋一）。

### 制服
作詞の松本は元々こちらの方が自信があり、当初は途中からAB面を入れ替えてロングセラーにする予定であったが、A面が予想以上の支持を集めたため実現しなかった。作曲したユーミンも後年音楽雑誌のインタビューで「この曲もスリリングな感じで制作できて気に入っている」と語っている。
ファンの間でも名曲として評価が高い。アルバム『Another Side of Seiko 27』では、シングル曲以外から選ぶ収録曲アンケートで第2位にランクインしている。2021年に放送されたNHK-FMのラジオ番組「今日は一日"松田聖子"三昧」でも、リスナーの思い出の1曲を挙げるアンケートにおいて、全楽曲の中から1位となった。

## ディスクジャケットの変遷
アナログシングル盤の再プレス以降のジャケットには、″赤いスイートピー″と″制服″の文字が同じ大きさで書かれたジャケットが存在する。
2000年の『SEIKO SUITE』付属のブックレット内のディスコグラフィ、2003年の『Another Side of Seiko 27』封入のシングルジャケットカード、2011年の『SEIKO STORY〜80's HITS COLLECTION〜』のシングルジャケットコレクション、2018年の『Seiko Matsuda Sweet Days』のアナログシングルジャケット復刻ブックレットにはそのジャケットが使用されている。

## 収録曲
全作詞：松本隆／作曲：呉田軽穂／編曲：松任谷正隆
1. 赤いスイートピー（3:38）
2. 制服（3:33）

## カバー・バージョン

### 赤いスイートピー
- 1991年 - Patti Austin（パティ・オースティン）（アルバム『ROMANTIQUE』）
- 1996年 - 三代目魚武濱田成夫 （アルバム『三代目魚武濱田成夫』）
- 2002年 - What's Love?（シングル｢恋の味｣のカップリング曲としてBONNIE PINKをボーカルに迎え、カバー）
- 2003年 - Springs（アルバム『Springs Super Best』）
- 2004年 - バーニーズ[10]（サンリオキャラクターのマイメロディ・ウサハナ・マロンクリームによって結成されたユニット。サンリオピューロランドにて開催されるキャラクターショーで披露されることがある）
- 2006年 - ミサイルイノベーション（シングル『踊ろよハニー』のc/w）
- 2006年 - CHiYO（ネット配信）
- 2007年 - 沢田知可子（アルバム『花心』）
- 2008年 - 赤夜萌香（水樹奈々）：テレビアニメ『ロザリオとバンパイア』のキャラクターソングシングルとして本曲をカバーし、アニメ第8話で挿入曲として使われた。また、水樹奈々も同年7月に国立代々木競技場第1体育館で行われた自身のライブ「NANA MIZUKI LIVE FIGHTER -BLUE×RED SIDE-」でも本曲を歌っている。
- 2008年 - Dew（コンセプトアルバム『花図鑑 別冊』）
- 2008年 - シジミジル（アルバム『NHK連続テレビ小説「だんだん」オリジナル・サウンドトラック』。2008年下半期のNHK連続テレビ小説『だんだん』の劇中でヒロインの母のお気に入りの曲と位置づけられており、ヒロインの三倉茉奈・佳奈らによる劇中のユニット・シジミジルによって歌われ、サウンドトラック盤にも収録された。）
- 2009年 - 茉奈 佳奈（アルバム『ふたりうた』）
- 2009年 - 宮武美桜（bump.yのアルバム『Sweet Hits☆』）
- 2009年 - タンポポ#（アルバム『チャンプル①〜ハッピーマリッジソングカバー集〜』）
- 2010年（魔暦12年） - デーモン閣下（カバーアルバム『GIRLS' ROCK Best』）
- 2010年 - 徳永英明（アルバム『VOCALIST 4』）
- 2010年 - 綾瀬はるか（ネット配信、アルバム『松本隆に捧ぐ-風街DNA-』）
- 2010年 - 沢知恵（アルバム『ライブ・アット・ラカーニャ春』収録）
- 2012年 - さくらまや（アルバム『まや☆カラ カラオケクイーンさくらまやと歌おう!!』）
- 2013年 - ダイアナ・ガーネット（アルバム『COVER☆GIRL』）
- 2013年 - 岩佐美咲（アルバム『リクエスト・カバーズ』に収録）
- 2013年 - 篠原ともえ（アルバム『KING OF POPS 2』に収録）
- 2016年 - ClariS（アルバム『SPRING TRACKS -春のうた-』に収録）
- 2017年 - ティーナ・カリーナ（アルバム『ひとり昭和歌謡祭 ベストアルバム』に収録）
- 2018年 - 伊波杏樹（アルバム 『NamiotO vol 0.5 〜cover collection〜』に収録）
- 2018年 - Toshl（アルバム『IM A SINGER』に収録）
- 2020年 - 宮本浩次（アルバム『ROMANCE』に収録）
- 2020年 - 豊崎愛生・内田真礼・佐倉綾音・麻倉もも・伊藤美来（アルバム『VOICE〜声優たちが歌う松田聖子ソング〜 Female Edition』に収録）
- 2021年 - ときのそら（アルバム『Re:Play』に収録）
- 2022年 - Lyrical Lily（アルバム『D4DJ Groovy Mix カバートラックス vol.3』に収録）
- 2023年 - クリィミーマミ（太田貴子） （アルバム『魔法の天使 クリィミーマミ 80's J-POPヒッツ』に収録）
- 2025年 - 雨宮天（アルバム『COVERSⅢ -Sora Amamiya favorite songs-』に収録）

### 制服
- 1998年 - 金月真美、菅原祥子（CD『ときめきメモリアル 虹色の青春 forever Vol.2』。菅原祥子はアルバム『Sati's-faction』ではソロでカバーしている）
- 2004年 - カントリー娘。（アルバム『FS5〜卒業〜』）
- 2006年 - ガガガSP（松田聖子トリビュート・アルバム『Jewel Songs 〜Seiko Matsuda Tribute & Covers〜』）
- 2013年 - 白石涼子（アルバム『Twinkle Voice 〜声の贈り物〜』）
- 2018年 - まちだガールズクワイア（アルバム『MGC CLASSICS Vol.1』）
- 2020年 - 佐倉綾音（アルバム『VOICE〜声優たちが歌う松田聖子ソング〜 Female Edition』）
- 2021年 - 上白石萌音 （アルバム『あの歌』に収録）

## 関連作品
- 赤いスイートピー　
  - Pineapple
  - Seiko・index
  - Seiko・plaza
  - 金色のリボン
  - Seiko-Train
  - Seiko Box
  - Seiko Monument
  - Bible
  - Bible II
  - Bible III
  - Complete Bible
  - Seiko Matsuda 1980-1995
  - Seiko Celebration
  - Ballad 〜20th Anniversary
  - SEIKO SUITE
  - LOVE Seiko Matsuda 20th Anniversary Best Selection
  - Best of Best 27 （13）
  - Seiko Smile Seiko Matsuda 25th Anniversary Best Selection
  - I'll fall in love 愛的禮物
  - Premium Diamond Bible
  - Diamond Bible
  - SEIKO STORY〜80's HITS COLLECTION〜
  - Seiko Matsuda Hit Collection Vol.1
  - We Love SEIKO -35th Anniversary 松田聖子究極オールタイムベスト50Songs-
  - Seiko Matsuda Sweet Days
  - Seiko Matsuda 40th Anniversary Bible -blooming pink-
- 火紅色的香豌豆（「赤いスイートピー」中国語バージョン）
  - I'll fall in love 愛的禮物
- 赤いスイートピー English Version
  - SEIKO MATSUDA 2020
- 制服　
  - Seiko・index
  - Seiko・plaza
  - Touch Me, Seiko
  - Seiko-Train
  - Seiko Box
  - Bible II
  - Complete Bible
  - Seiko Matsuda 1980-1995
  - SEIKO SUITE
  - Another side of Seiko 27 （14）
  - Best of Best 27
  - Seiko Smile Seiko Matsuda 25th Anniversary Best Selection
  - Premium Diamond Bible
  - Diamond Bible
  - SEIKO STORY〜80's HITS COLLECTION〜
  - Seiko Matsuda Hit Collection Vol.1
  - We Love SEIKO -35th Anniversary 松田聖子究極オールタイムベスト50Songs-
  - Seiko Matsuda Sweet Days
  - Seiko Matsuda 40th Anniversary Bible -bright moment-

## タイアップ
映画『麦子さんと』（2013年公開、監督・吉田恵輔、主演・堀北真希） - 挿入歌に使用。
特別企画ドラマスペシャル『青春の名曲ストーリー』（2016年3月12日、BSジャパン） - 開局15周年オムニバスドラマの一編として、本作をモチーフにした同名タイトルのドラマが放送された。
富士フイルムヘルスケア『アスタリフト』（2023年) - CMソングに使用。